# Garcia Fernández de Lleó
Garcia Fernández de Lleó   (1182 (Gregorià) - 1184 (Gregorià)) va ser un fill natural del rei Ferran II de Lleó i de Urraca López de Haro. Va morir l'any 1184, l'edat de dos anys.

## Biografia
Va néixer l'any 1182 fruit de la relació extramatrimonial del rei Ferran II de Lleó amb Urraca López d'Haro.
Orígens familiars
Va ser fill del rei Ferran II de Lleó i de la seva segona esposa, la reina Urraca López d'Haro. Per part paterna eren els seus avis Alfons VII l'Emperador, rei de Castella i Lleó, i la seva esposa, la reina Berenguera de Barcelona. Els seus avis materns van ser Lope Díaz I d'Haro, senyor de Biscaia, Haro i Nájera, i la seva esposa Aldonza Rodríguez.
Va ser el germanastre del rei Alfons IX de León, pare de Ferran III el Sant, rei de Castella i Lleó, i germanastre de l'infant Sanç Fernández de Lleó.
Va morir l'any 1184, a dos anys. En cas d'haver viscut tres anys més, la seva condició de fill natural hauria deixat d'existir a causa del matrimoni dels seus pares, que es consumaria el maig de 1187.
Sepultura
Després de la seva defunció, el cadàver de Garcia Fernández de Lleó va rebre sepultura al Panteó de Reyes de Sant Isidoro de León, en el qual posteriorment seria sepultat el seu germanastre, l'infant Ferran de Lleó, que va morir l'any 1187.

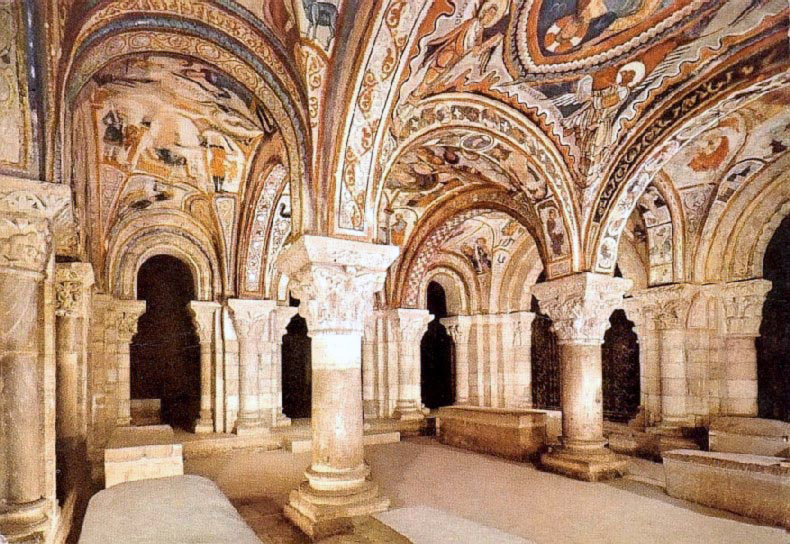
Panteó de Reis de Sant Isidor de Lleó, on es troba soterrat Fernando de León.

En el sepulcre de pedra en el que foren dipositats les restes de Garcia Fernández de Lleó fou esculpit el següent epitafi llatí:
| « | HIC REQUIESCIT FAMULUS DEI GARSIA, FERNANDI REGIS FILIUS, QUI OBIIT Eª Mª CCª XXII. | » |

Durant la Guerra d'Independència, el Panteó de Reis de Sant Isidor de Lleó va quedar convertit en estable i, els cadàvers allà soterrats van ser extrets dels seus sepulcres pels soldats francesos i amuntegats en un racó, sent després recollits pels canonges de la Col·legiata i portats a l'església de Santa Marina de Lleó. A causa de la profanació dels sepulcres reals duta a terme durant la Guerra d'Independència, resulta impossible en l'actualitat el reconeixement i la individualització de les restes de Garcia Fernández de León, les restes mortals de les quals jeuen barrejats amb els de els altres personatges reals allí soterrats, exceptuant a diversos individus, els cadàvers dels quals han estat identificats i es conserven incorruptes, cas de l'infant Ferran de Lleó, germanastre de Garcia Fernández, o el de la seva bestia, la infanta Sança Raimúndez, filla de la reina Urraca I de Castella i Lleó i germanastra d'Alfonso VII l'Emperador.